# جون الكسندر بيل
جون الكسندر بيل (بالإنجليزية: John Alexander Bell)‏ هو سياسي أيرلندي، ولد في 1829 في مقاطعة كيلدير في جمهورية أيرلندا، وتوفي في 1901 في إبسوتش في أستراليا.